# Artillerie à cheval de la Garde impériale
Vous lisez un « bon article » labellisé en 2015.
Pour un article plus général, voir Artillerie de la Garde impériale (Premier Empire).
Le régiment d'artillerie à cheval de la Garde impériale est une unité d'artillerie montée intégrée à la Garde impériale de Napoléon Ier. Bien que la formation en tant que régiment ne voie le jour qu'en avril 1806, son origine remonte en mai 1797 avec une première formation à l'armée d'Italie.
Organisés initialement en trois escadrons, les artilleurs à cheval de la Garde prennent part à la campagne de Prusse et de Pologne, en particulier aux batailles d'Iéna, d'Eylau et de Friedland. Ils participent à la guerre d'Espagne en 1808, à la campagne d'Autriche en 1809 et à la campagne de Russie en 1812.
L'unité prend encore une part active à la campagne d'Allemagne en 1813 et à celle de France en 1814, avant d'être dissoute par ordonnance royale du 12 mai 1814 et reversée dans les régiments de ligne.
Le régiment d'artillerie à cheval de la Garde est reformé en 1815 pendant les Cent-Jours et participe à la campagne de Belgique. Il est définitivement dissous après la seconde abdication de Napoléon et le retour des Bourbons.

## Origines du régiment

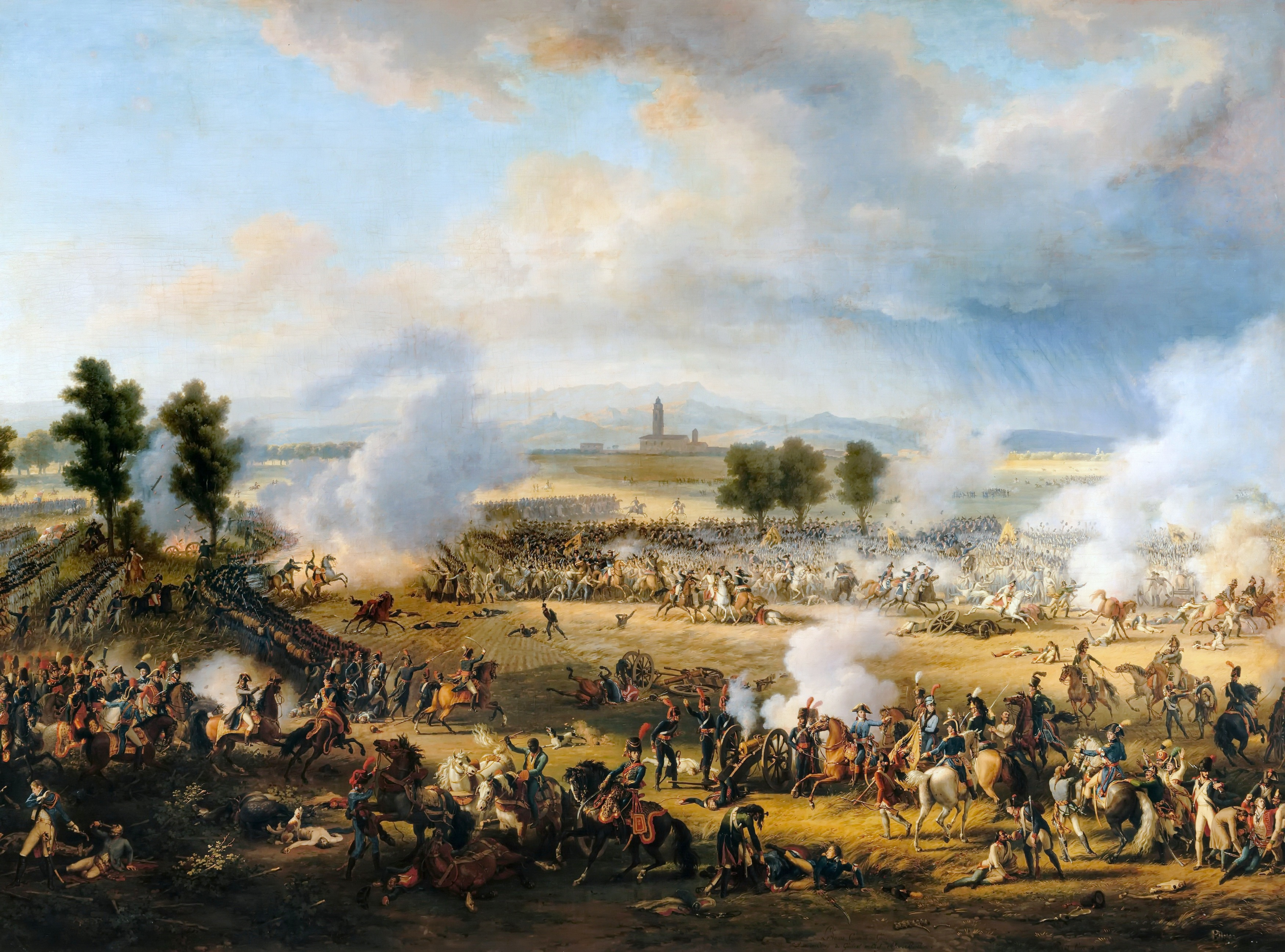
Bataille de Marengo. Tableau de Louis-François Lejeune.

L'histoire des artilleurs à cheval de la Garde commence le 30 mai 1797 lorsque Napoléon Bonaparte, alors à la tête de l'armée d'Italie, crée une section d'artillerie à cheval composée de 30 canonniers à partir de ses compagnies de guides d'escorte. Satisfait de cette organisation qui allie puissance de feu et mobilité, il réitère l'opération à l'armée d’Orient, formant cette fois une demi-compagnie de 60 hommes.
Après le coup d'État du 18 brumaire, Bonaparte crée la Garde des consuls, qui comprend notamment une compagnie d’artillerie à cheval. Celle-ci se distingue tout particulièrement aux batailles de Montebello et de Marengo. Les artilleurs à cheval sont portés à la taille d'un escadron après qu'une seconde compagnie a vu le jour le 25 août 1802, incorporant les derniers guides-canonniers de l'armée d’Orient.
Le 29 juillet 1804, la Garde impériale est constituée par décret impérial, intégrant l'escadron d'artillerie à cheval. Ce dernier prend part à la bataille d'Austerlitz le 2 décembre 1805, où il appuie l'attaque de la cavalerie de la Garde avec 16 pièces réparties en deux batteries.

## Organisation

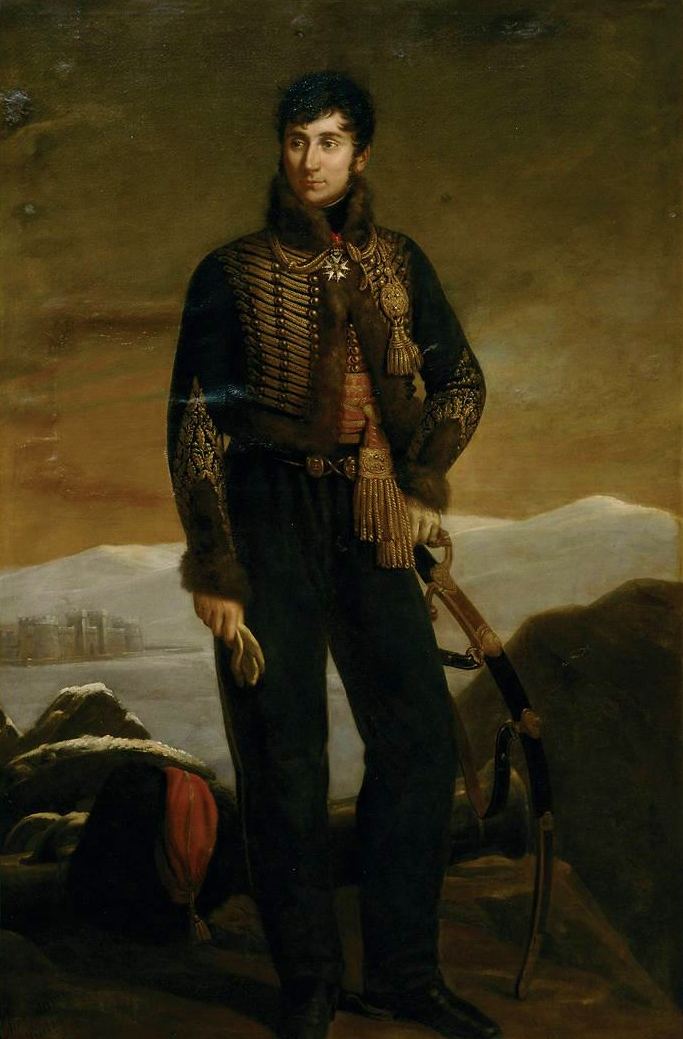
Jean-Jacques Desvaux de Saint-Maurice, en uniforme d'officier de l'artillerie à cheval de la Garde.

Le régiment d'artillerie à cheval de la Garde est créé par décret impérial du 15 avril 1806. Il est organisé en trois escadrons, deux de vétérans et un de vélites, divisés chacun en deux compagnies de 60 hommes, pour un total théorique de 360 artilleurs. L'artillerie à cheval de la Garde subit de nombreux changements, dont le passage à 80 hommes de chaque compagnie, et est remaniée plusieurs fois, notamment en 1808 lorsque le 3e escadron de vélites est incorporé dans le régiment d'artillerie à pied de la Garde nouvellement créé, réduisant l'effectif à 320 artilleurs.
En mai 1811, l'artillerie à cheval de la Garde aligne 24 bouches à feu. Le 2 janvier 1813, deux nouvelles compagnies sont créées, ce qui est entériné par décret impérial du 8 avril suivant. À cette date, le régiment compte 36 pièces d'artillerie. En 1814, il s'ajoute au régiment une 7e compagnie, constituée à partir de la Garde royale espagnole de Joseph Bonaparte, rentrée en France après la bataille de Vitoria.
À la suite de l'abdication de l'Empereur, l'artillerie de la Garde est dissoute par ordonnance royale du 12 mai 1814. Les artilleurs à cheval sont alors reversés dans les régiments de ligne.
L'artillerie à cheval de la Garde est reformée en 1815 pendant les Cent-Jours, avec quatre compagnies. Elle est définitivement dissoute le 7 novembre 1815 et l'essentiel des hommes servent à constituer les nouveaux régiments d'artillerie de la Garde royale.
L'unité dispose de son propre chirurgien en la personne du chirurgien-major Therrin, promu officier de la Légion d'honneur le 9 juillet 1809.

## Campagnes militaires

### Premières campagnes de l'Empire
Pour un article plus général, voir Campagne de Prusse et de Pologne (1806-1807).

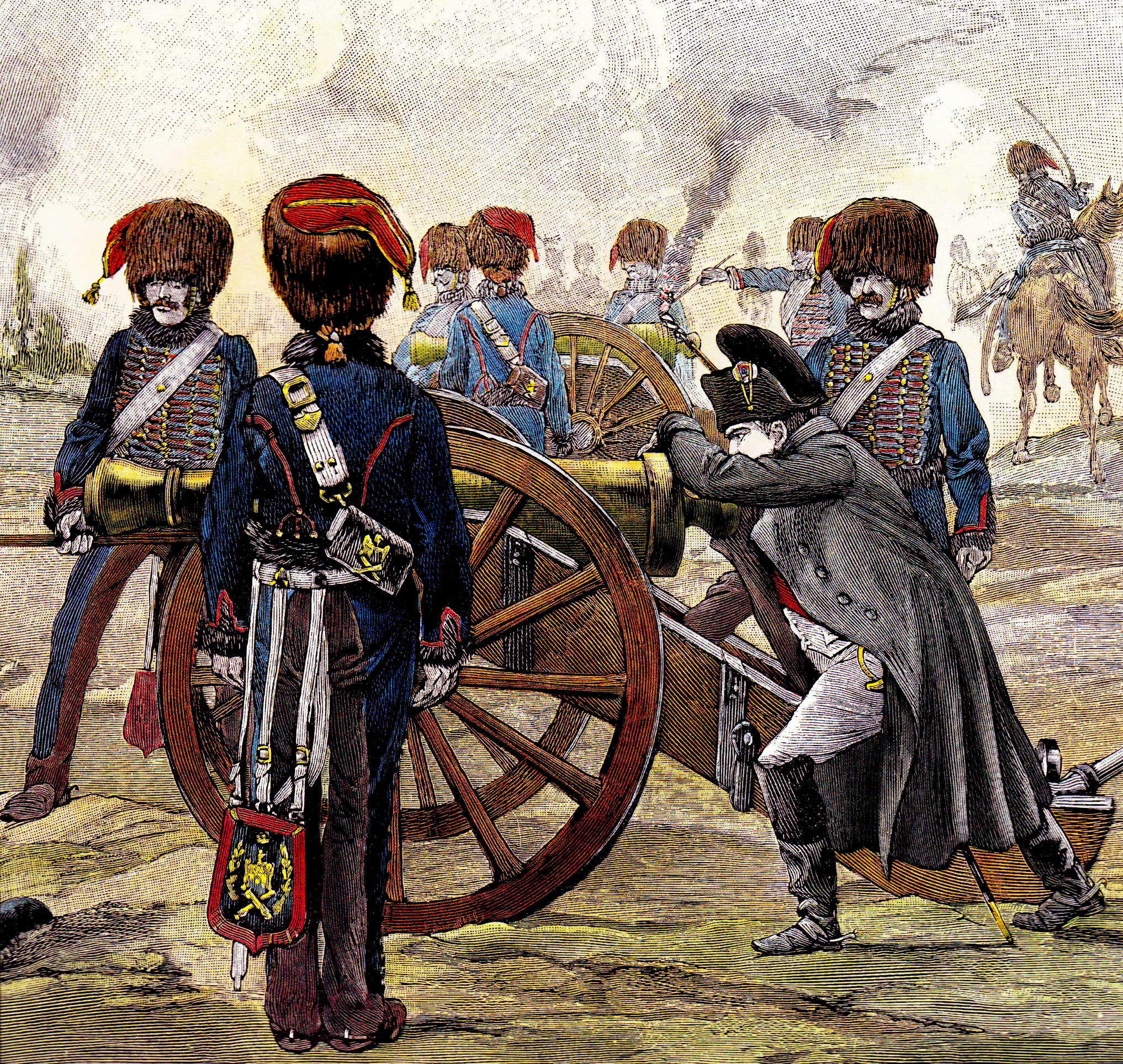
Napoléon vérifiant le pointage d'un canon sur le champ de bataille. Autour de lui, les artilleurs à cheval de la Garde impériale se préparent à mettre le feu à l'étoupille. Illustration de Job.

Au moment de franchir le Rhin pour la campagne d'Allemagne en septembre 1805, les artilleurs à cheval de la Garde comptent 286 hommes. Sous les ordres du colonel Joseph Christophe Couin, ils sont présents à la bataille d'Austerlitz, le 2 décembre de la même année, avec un effectif de 298 soldats.
En 1806 et 1807, les artilleurs à cheval de la Garde participent à la campagne de Prusse et de Pologne. Lors de la bataille d'Iéna, ils soutiennent l'attaque du maréchal Ney contre les positions prussiennes. Ce dernier, très enthousiaste, se retrouve vite au milieu des lignes adverses, et le soutien de l'artillerie est décisif lorsque le général prussien Hohenlohe décide de contre-attaquer avec toute sa cavalerie.
L'artillerie à cheval s'illustre une nouvelle fois à la bataille d'Eylau en pilonnant les Russes, sous le commandement du général Lariboisière qui est à la tête de l'artillerie de la Garde impériale. Elle soutient, pendant toute la journée du 8 février 1807, le centre de l'armée avec une batterie de 40 pièces de canon.
Les artilleurs à cheval participent aussi à la bataille de Friedland sous le commandement des généraux Lariboisière et Sénarmont. Alors que la cavalerie du général Latour-Maubourg se met au galop et repousse une charge russe, une batterie de 30 pièces de canon est rapidement déployée et inflige de lourdes pertes chez les Russes.

### Guerre d'Espagne
Pour un article plus général, voir Guerre d'indépendance espagnole.

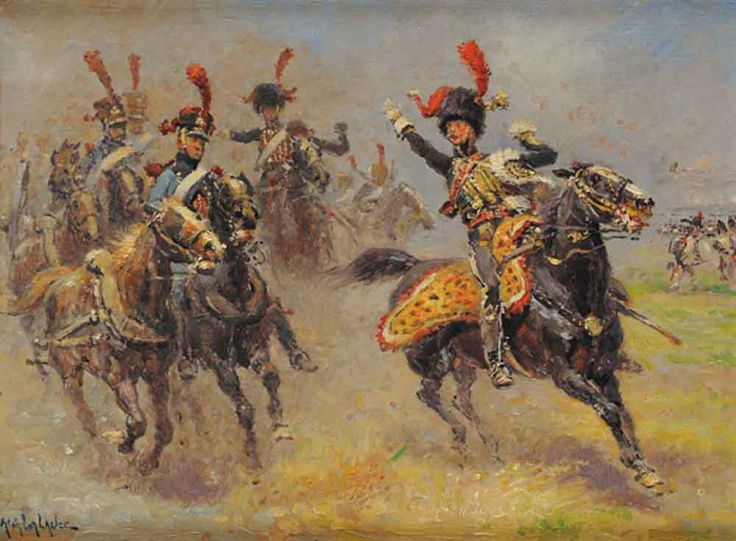
L'artillerie à cheval de la Garde impériale prenant position, par Alphonse Lalauze.

En 1808, Napoléon intervient personnellement en Espagne à la tête de la Grande Armée. Les artilleurs à cheval de la Garde concourent à la prise de Madrid le 3 décembre, où quatre de leurs officiers sont blessés. L'unité bivouaque à Chamartin, en périphérie de la capitale. Le lieutenant Bosc écrit à sa famille : « les officiers sont logés avec les soldats dans leur quartier. Il n’y a pas le moindre meuble, ni lit, ni chaise, ni banc. Nous couchons sur le carreau. J’aime à peu près autant le bivouac où je suis aujourd'hui qu’un tel logement. Il est inutile de vous dire qu’on n’a pas tous nos aises en Espagne ».
Le 6 janvier 1809, un convoi de deux pièces de l'artillerie à cheval de la Garde commandé par Bosc est pris à partie par les Espagnols et doit se replier, non sans avoir laissé sur le terrain trois tués et deux blessés.

### Campagne d'Autriche
Pour un article plus général, voir Campagne d'Allemagne et d'Autriche (1809).

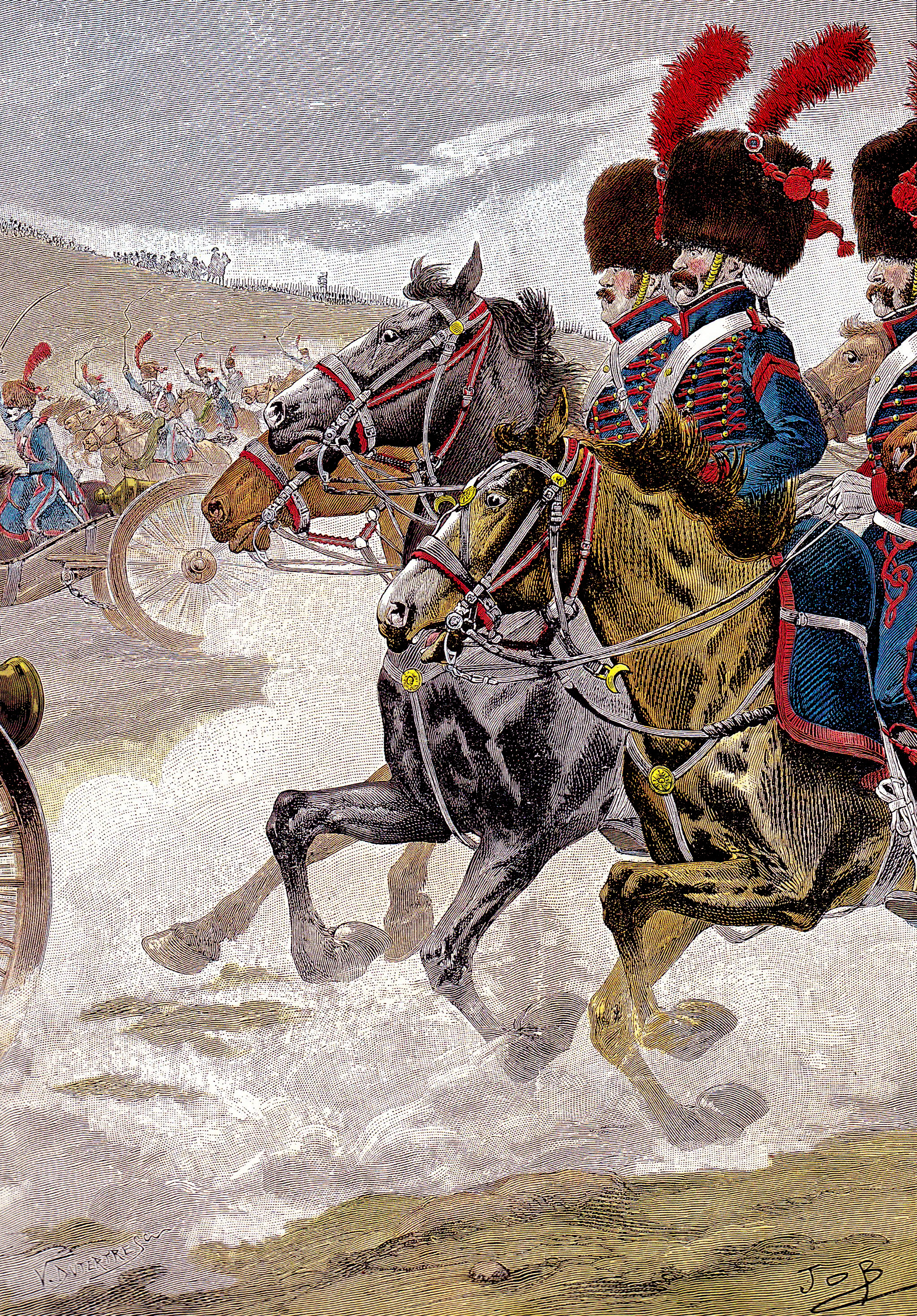
L'artillerie à cheval de la Garde à Wagram, par Job.

Les deux régiments d'artillerie de la Garde (artilleurs à cheval et artilleurs à pied) sont réunis sous les ordres du général Lauriston pour participer à la campagne d'Autriche de 1809, notamment à la bataille de Wagram où l'artillerie joue un rôle décisif dans la victoire française.
Alors que les troupes du maréchal Masséna ont essuyé de lourdes pertes dans la matinée du 6 juillet 1809 et ont été contraintes de se replier, les Autrichiens décident de renforcer leurs ailes, ce qui affaiblit de facto leur centre. Napoléon décide alors de faire intervenir son artillerie au centre afin de préparer sa contre-offensive, et ordonne au général Lauriston d'y concentrer toutes ses batteries. L'artillerie de la Garde déploie quarante-huit pièces, dont vingt-quatre à cheval, et est rejointe peu après par l'artillerie de ligne pour un total de cent pièces sur un front de 1 400 mètres. Ces efforts conjugués permettent d'ouvrir une brèche dans le centre autrichien et les troupes de Macdonald s'y engouffrent, coupant l'armée autrichienne en deux et forçant l'archiduc Charles à se replier en Moravie, avec une armée diminuée d'environ 50 000 hommes. L’artillerie française tire au cours de la bataille près de 96 000 coups de canon et utilise environ 250 000 livres de poudre.

### Campagne de Russie
Pour un article plus général, voir Campagne de Russie.

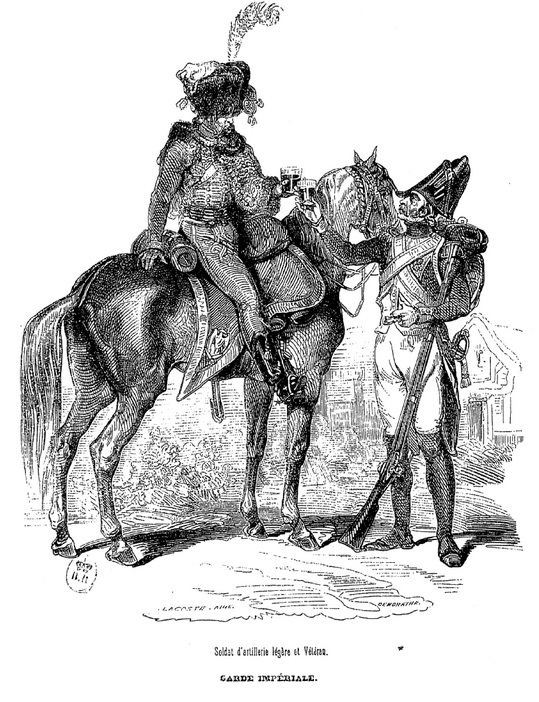
Artilleur à cheval et vétéran, dessin de Lacoste.

L'artillerie à cheval de la Garde participe également à la campagne de Russie avec le 3e corps de cavalerie du général Grouchy. Elle se distingue notamment aux batailles de la Moskova et de la Bérézina.
Le 5 septembre 1812, le régiment assiste à l'attaque de Chevardino par le général Compans, à la tête de la 5e division du 1er corps de Davout, qui résonne comme un air de fête pour le major Griois : « Un ciel superbe et le soleil couchant qui se reflétait dans les fusils et les sabres ajoutaient à la beauté du spectacle. De ses positions, le reste de l'armée suivait des yeux ces troupes qui marchaient fières d'être appelées les premières à l'honneur de combattre, et les accompagnait de ses acclamations ».
Dans la nuit du 6 au 7 septembre 1812, Griois avance ses pièces d'artillerie pour rejoindre le 4e corps d'Eugène de Beauharnais sur le flanc gauche, en vue de la bataille qui se prépare. Il a beaucoup de mal à franchir « les ravins escarpés et fangeux qu'il fallait traverser sans guide, tantôt dans l'obscurité la plus profonde, tantôt au milieu de feux de bivouac qui [les] éblouissaient et [leur] faisaient perdre toute direction ». L'artillerie joue un rôle déterminant à la Moskova où pas moins de 60 000 coups de canons sont tirés par les artilleurs français et alliés selon un bilan officiel dressé par le général Lariboisière, inspecteur général de l'artillerie de la Grande Armée. En se basant sur 50 000 coups de canons russes, on obtient un chiffre de trois coups de canon par seconde pour les dix heures de bataille.

### Campagnes d'Allemagne et de France
Pour des articles plus généraux, voir Campagne d'Allemagne (1813) et Campagne de France (1814).

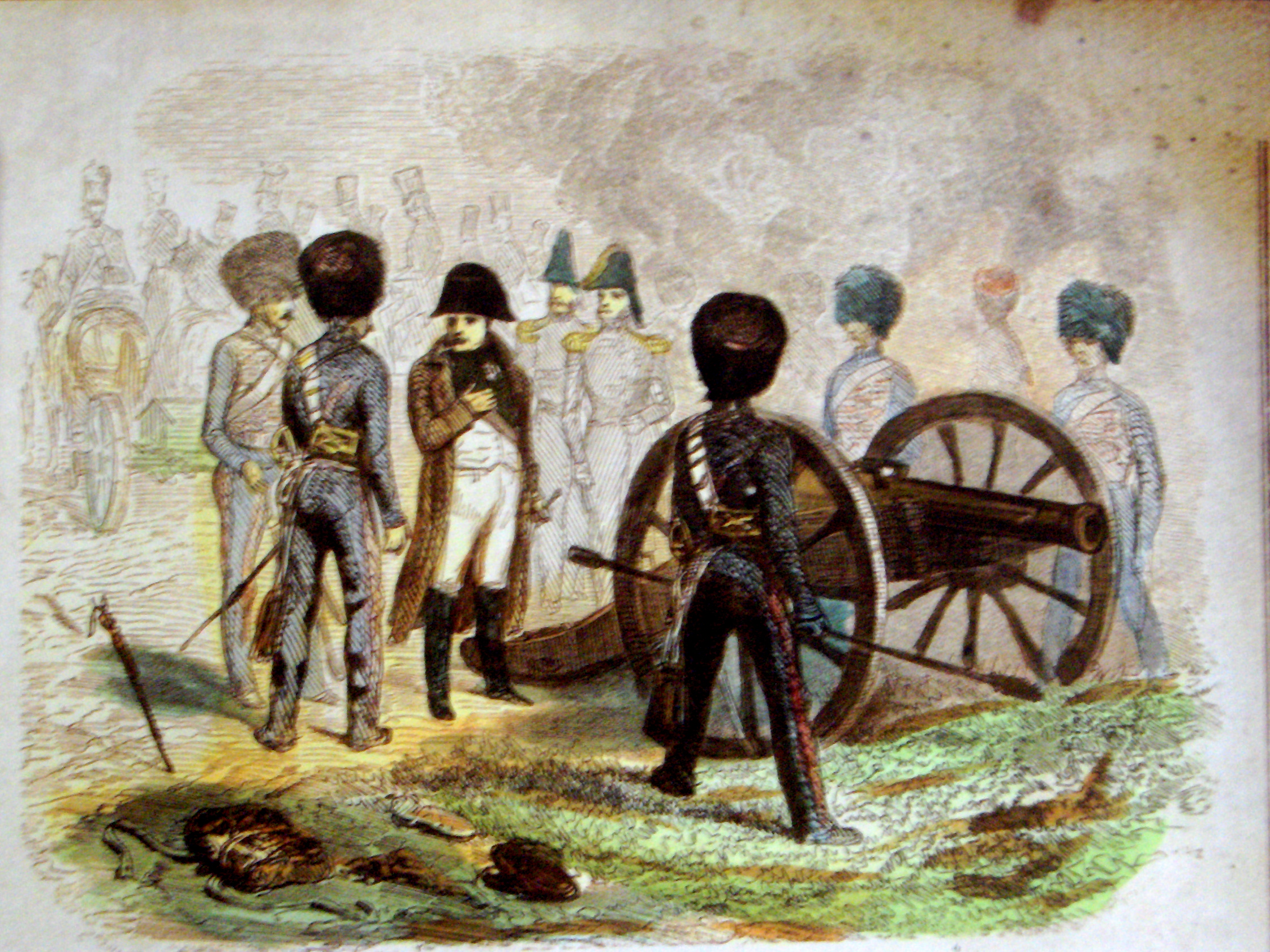
Napoléon donnant ses directives aux artilleurs à cheval de la Garde à la bataille de Montmirail.

Les artilleurs à cheval de la Garde prennent encore une part active à la campagne d'Allemagne en 1813 et à celle de France en 1814.
Le 11 février 1814, ils participent à la bataille de Montmirail. Le colonel-major Griois décrit l'engagement de son régiment en ces mots : « À quelque distance en avant du bourg, nous rencontrâmes l'avant-garde ennemie. Elle fut soutenue par de nombreuses troupes russes et prussiennes, et bientôt l'affaire devint générale, particulièrement vers la gauche où j'étais avec une partie de l'artillerie ».
Ils prennent également part à la bataille de Montereau le 18 février 1814. Vers 7 heures du matin, l'artillerie à cheval se met en route pour Villeneuve-les-Bordes avec le reste de la Garde impériale, où Napoléon doit la rejoindre. Aux alentours de 16 heures, après une charge de cavalerie des généraux Delort et Pajol, une pièce de gros calibre est installée et a le temps de tirer six coups sur les forces coalisées dans la plaine de Saint-Maurice avant que ces dernières soient hors de portée. Napoléon pointe lui-même l'une des pièces de deux batteries d'artillerie à cheval en direction de la route de Fossard.

### Campagne de Belgique
Pour un article plus général, voir Campagne de Belgique (1815).

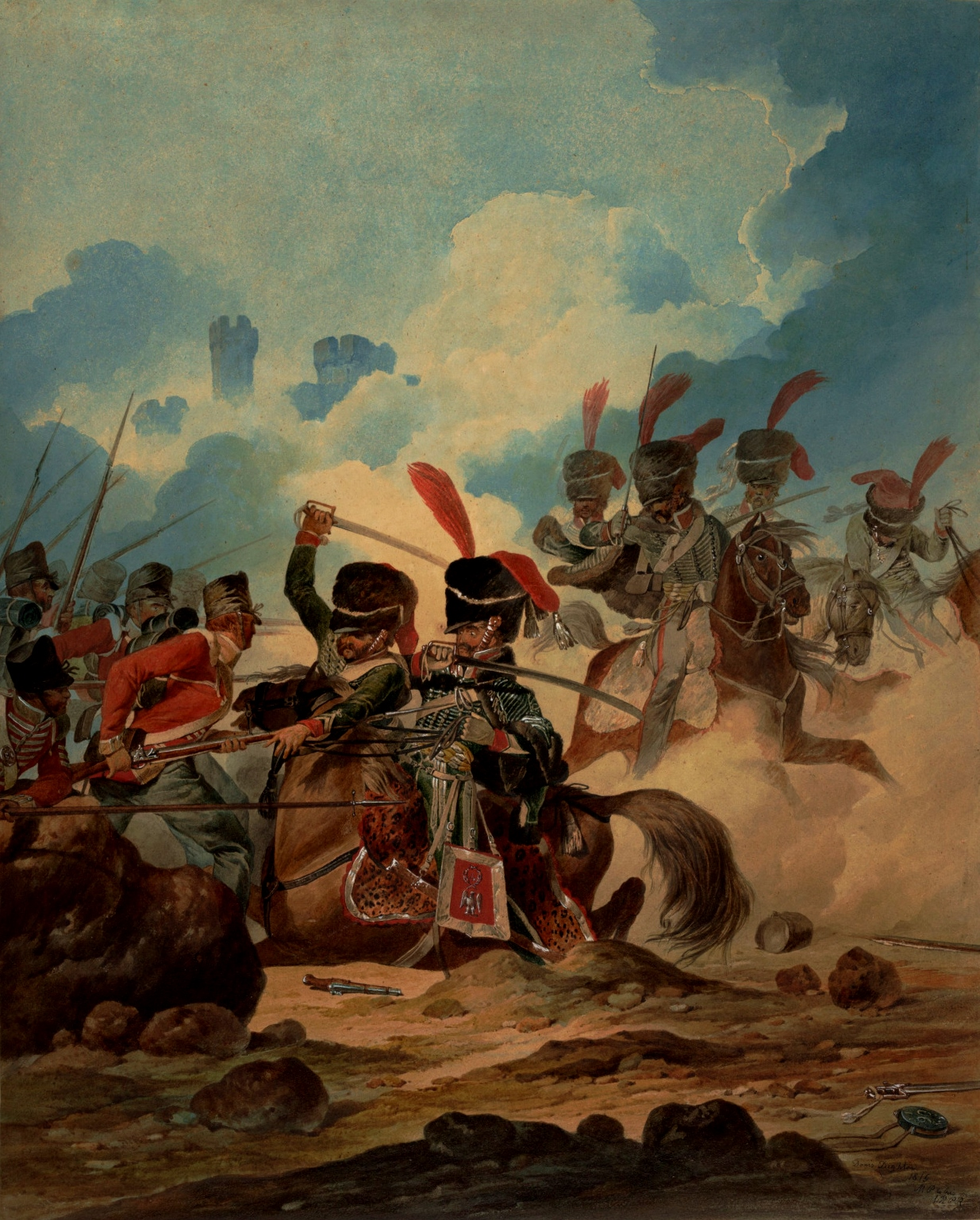
L'artillerie à cheval de la Garde impériale aux prises avec l'infanterie britannique à Waterloo. Aquarelle de Denis Dighton, 1819. Un officier est visible en avant-plan. Par erreur, l'auteur donne les cavaliers coiffés d'un colback à visière.

Dissoute sous la Restauration, l'artillerie à cheval de la Garde est reconstituée en 1815 lors des Cent-Jours. Durant cette période, elle combat lors de la campagne de Belgique à Ligny et Waterloo, sous le commandement des généraux Duchand de Sancey et Desvaux de Saint-Maurice, le second étant à la tête de toute l'artillerie de la Garde.
Le 17 juin 1815, Napoléon observe que la position des Quatre-Bras tant disputée la veille n'est plus tenue que par Lord Uxbridge et l'arrière-garde du duc de Wellington, dont l'armée s'est repliée en direction de Bruxelles. L'Empereur s'y porte au galop avec l'artillerie à cheval de la Garde qu'il fait mettre en batterie pour canonner l'arrière-garde alliée. Six pièces d'artillerie marchent en première ligne à la poursuite de l'ennemi en retraite, aux côtés de Napoléon, à la tête de cette colonne sur un petit et très léger cheval arabe. L'Empereur est constamment auprès des pièces, exaltant les artilleurs à cheval de la Garde par sa présence et ses paroles, et plus d'une fois au milieu des boulets de canon et des obus, il leur crie avec un accent de haine : « Tirez ! Tirez ! Ce sont des Anglais ! ».
Le lendemain, les artilleurs à cheval participent à la bataille de Waterloo. Vers 17 h 30, Napoléon détache deux batteries qui viennent se placer sur la gauche de la ferme de la Haie Sainte et infligent des pertes sévères à l'ennemi. Néanmoins, sans appui de cavalerie ni d'infanterie, aucun résultat décisif n'est obtenu de deux heures d'échanges très meurtriers d'obus et de boulets de canon. Aux alentours de 19 h 30, l'artillerie à cheval de la Garde participe avec quatre batteries à l'attaque de la Garde impériale sur le plateau de Mont-Saint-Jean. Avant la fin des combats, le général Desvaux de Saint-Maurice est tué par un boulet de canon,.
Après cet ultime fait d'armes, l'unité est définitivement dissoute après l'abdication de Napoléon et le retour des Bourbons.

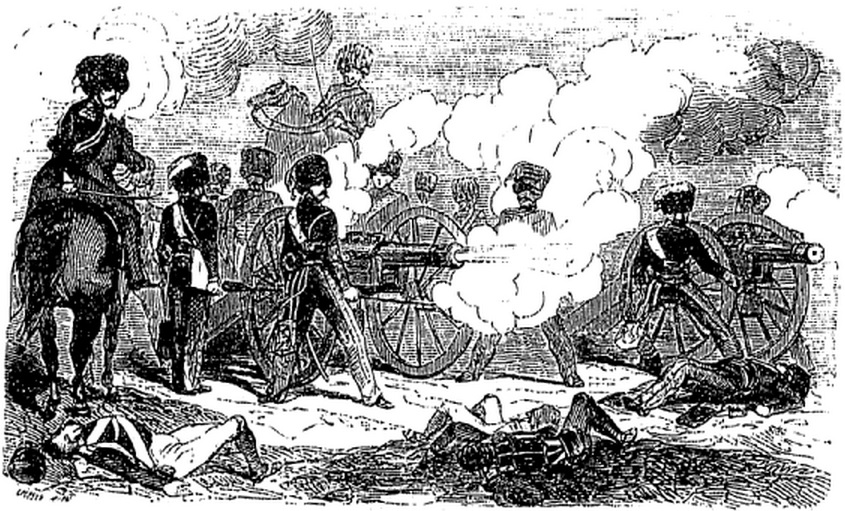
L'artillerie à cheval de la Garde canonnant les positions ennemies.

## Uniformes et équipement
Note : les descriptions d'uniformes renvoient aux illustrations des galeries.

### Troupe et sous-officiers

#### Grande tenue (Figure 1)

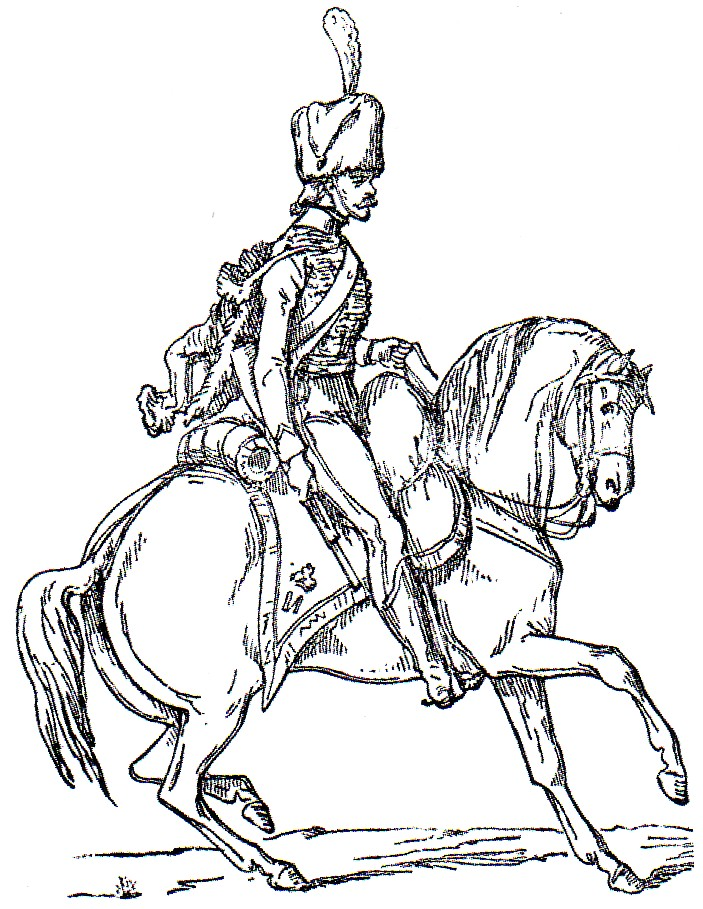
Artilleur à cheval de la Garde en grande tenue, dessin d'Adolphe de Chesnel.

Les artilleurs à cheval de la Garde portent l'habit à la hussarde, avec le dolman et la pelisse, bordée de fourrure noire, « bleu impérial » à brandebourgs écarlates. Le collet du dolman est bleu, liseré de rouge, les parements « en pointe » sont rouges. La ceinture de laine est écarlate avec cordons jaunes. Les boutons sont tous de couleur jaune. La culotte est bleue à nœuds hongrois rouges. Les bottes « à la hongroise » de cavalerie légère sont noires avec ornements rouges.
La coiffure consiste en un colback noir à cordons et jugulaires surmonté d'un plumet vermillon et d'une cocarde tricolore. Le tout est décoré de raquettes et d'une flamme rouges.
Les buffleteries sont blanches et la giberne est de couleur noire. Les cavaliers portent également la sabretache bleue avec ornements rouges et aurores, avec en son centre une aigle impériale brodée (en cuivre à partir de 1811).
Lors des Cent-Jours, aucune tenue à la hongroise n'est confectionnée pour la troupe, qui n'arbore en outre ni sabretaches, ni flammes de colback ni plumets, ces derniers ayant très probablement, selon Pierre Juhel, été « laissés en magasin quand l'artillerie à cheval partit en campagne, à l'instar d'autres troupes de la Garde pour lesquelles le fait est mentionné ».

#### Petite tenue et tenue de route
Le petit uniforme des artilleurs à cheval est semblable à celui des chasseurs à cheval de la Garde mais de couleur bleue. L'habit-veste (frac) est à basques longues à retroussis rouges et timbrées de l'aigle impérial. Le revers en pointe et le collet droit sont passepoilés de rouge. Il est porté par-dessus un gilet bleu. Une fourragère rouge est portée sur l'épaule gauche. Pantalons et bottes sont ceux de la grande tenue mais le charivari, renforcé de basanes en cuir noir sur sa face interne depuis l'entre-jambes et avec sous-pieds, est également porté. Un pantalon de nankin peut également être porté en été. Le bicorne peut être porté avec cette tenue.
La tenue de route est une version sobre de la grande tenue, sans la pelisse - qui peut toutefois être « chaussée » (enfilée par-dessus le dolman) par mauvais temps - et sans le plumet du colback, ou de la petite tenue, portée avec le charivari. Les artilleurs sont dotés de l'ample « manteau à rotonde » de la cavalerie pour le mauvais temps (voir figure 3).
La tenue des sous-officiers ne diffère que très peu de celle de la troupe. On note toutefois des galons de grade dorés au-dessus du parement. Une fourragère rouge et jaune est portée avec la petite tenue.

#### Armement
L'armement consiste en un sabre en acier recourbé à la façon de la cavalerie légère avec une garde en cuivre (voir figure 5) et un pistolet de cavalerie an XIII (voir figure 6), les artilleurs étant dépourvus de mousqueton.

### Officiers (Figures 2, 3 et 4)

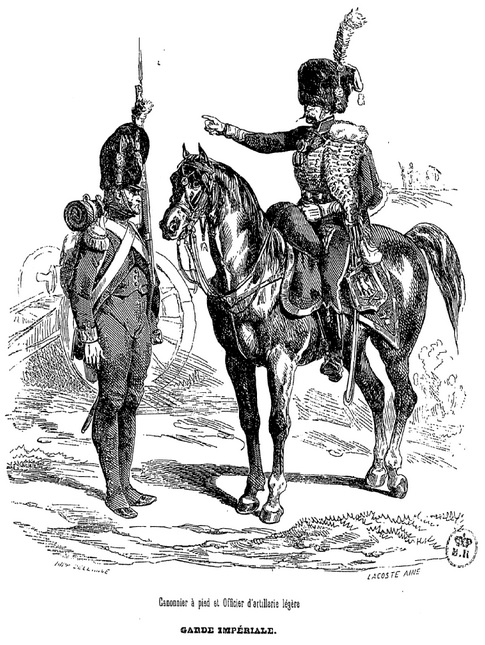
Canonnier à pied et officier d'artillerie à cheval, dessin de Lacoste.

Petite et grande tenue des officiers sont du même style que celles de la troupe mais d'une coupe plus seyante, les officiers de la Garde se faisant régulièrement confectionner leurs uniformes par des tailleurs privés, et d'une allure plus chatoyante. Tous les ornements (cordon et raquettes du colback, brandebourgs, nœuds hongrois et autres passementeries, fourragère de petite tenue) sont de couleur or, de même que les garnitures des bottes. La pelisse est bordée de fourrure blanche. Les sabretaches sont d'un modèle plus brillant que celles de la troupe, rouges à garnitures et galons dorés (voir figures 2 et 8). La banderole de giberne est rouge rehaussée de galons et de garnitures or.
Les officiers sont généralement armés de sabres de cavalerie légère « de fantaisie », aux gardes ouvragées (voir figure 7) et aux fourreaux richement décorés.

### Trompettes (Figure 4)
Comme il est d'usage dans les troupes montées des armées napoléoniennes, les trompettes portent une tenue distincte plus chamarrée que celle des hommes du rang. À l'instar de celles des officiers, grande et petite tenue des trompettes sont de même coupe que celles de la troupe mais de couleur bleu ciel, flamme et plumet de colback, couverture de selle et portemanteau de même. Le colback est blanc et, comme pour les officiers, toutes les garnitures et passementeries du grand uniforme sont dorées. La pelisse est rouge, bordée de fourrure blanche, la sabretache à fond bleu ciel et garnitures dorées.

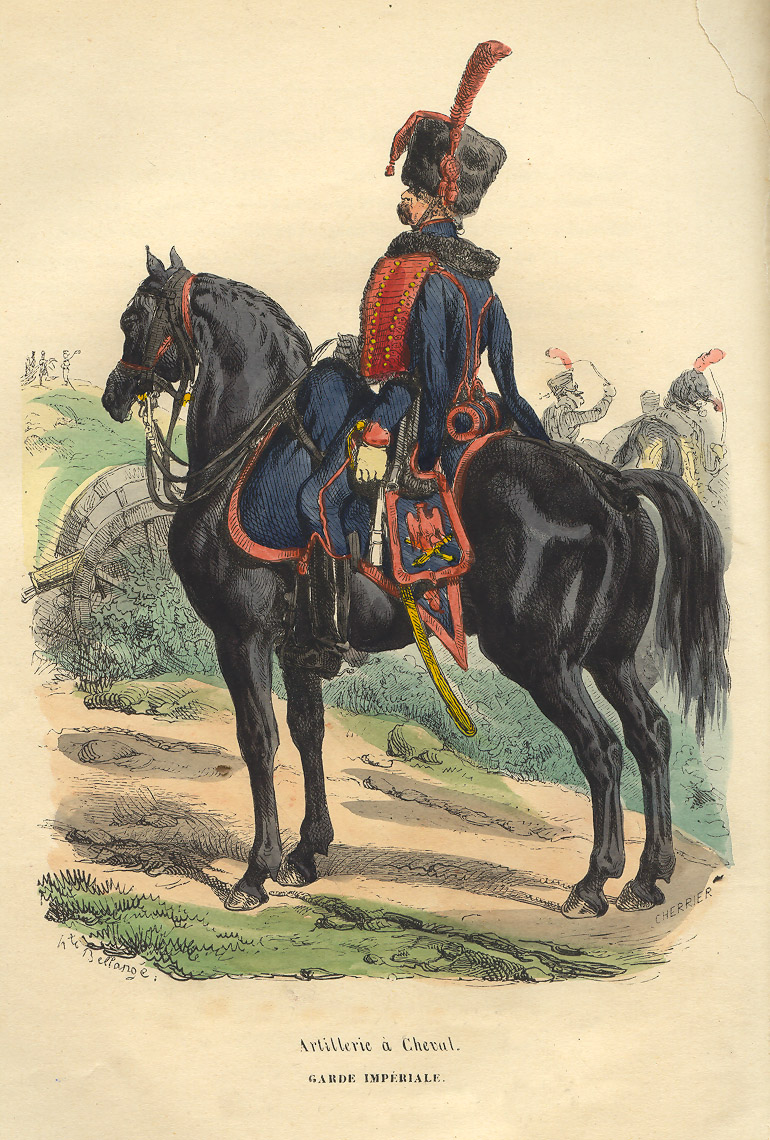
Figure 1 : canonnier par Hippolyte Bellangé.
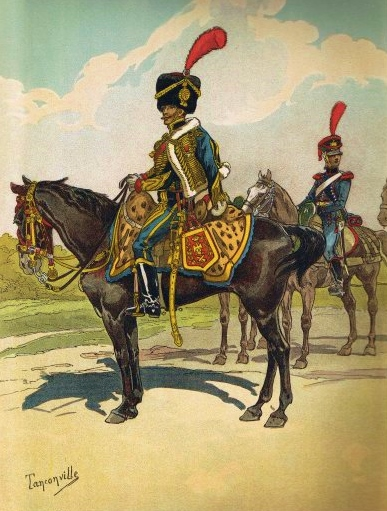
Figure 2 : officier par Tanconville. À l'arrière plan, un postillon du train d'artillerie de la Garde.
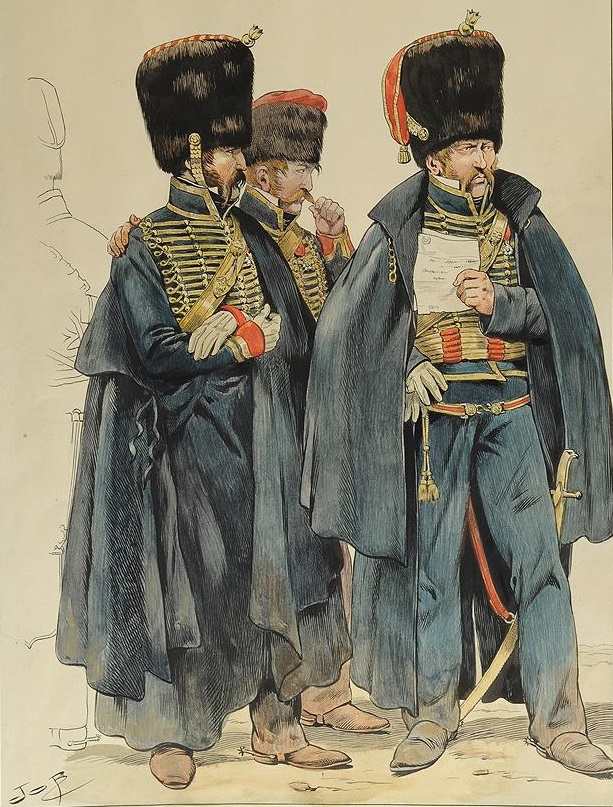
Figure 3 : officiers artilleurs en tenue de route, illustration de Job. Ils portent le manteau à rotonde et le pantalon charivari de la cavalerie.
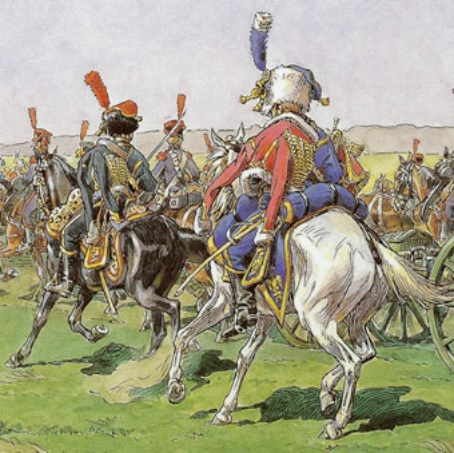
Figure 4: officier et trompette, dessin de Victor Huen.

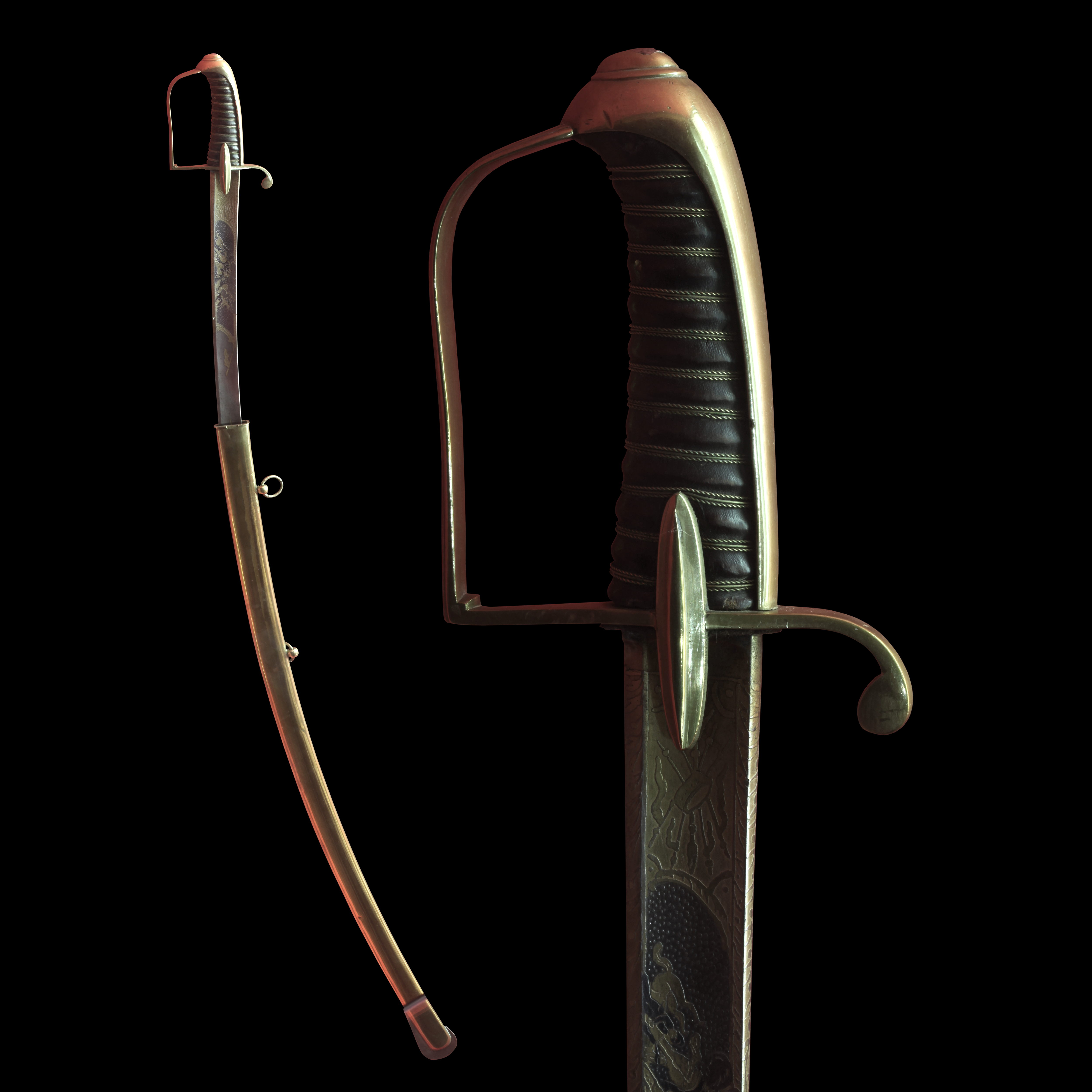
Figure 5 : sabre de cavalerie légère sous le Consulat et l'Empire.
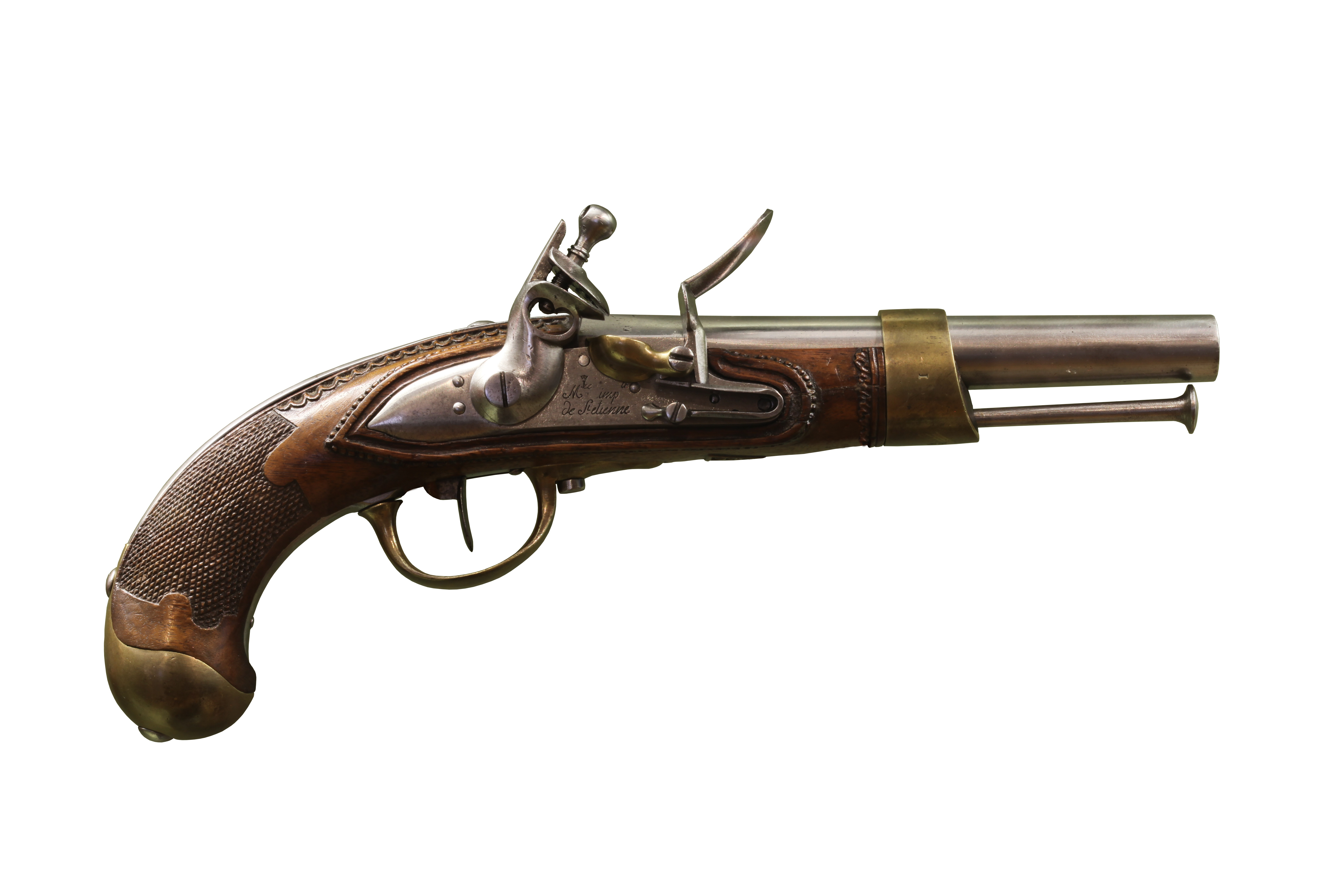
Figure 6 : pistolet de cavalerie An XIII.
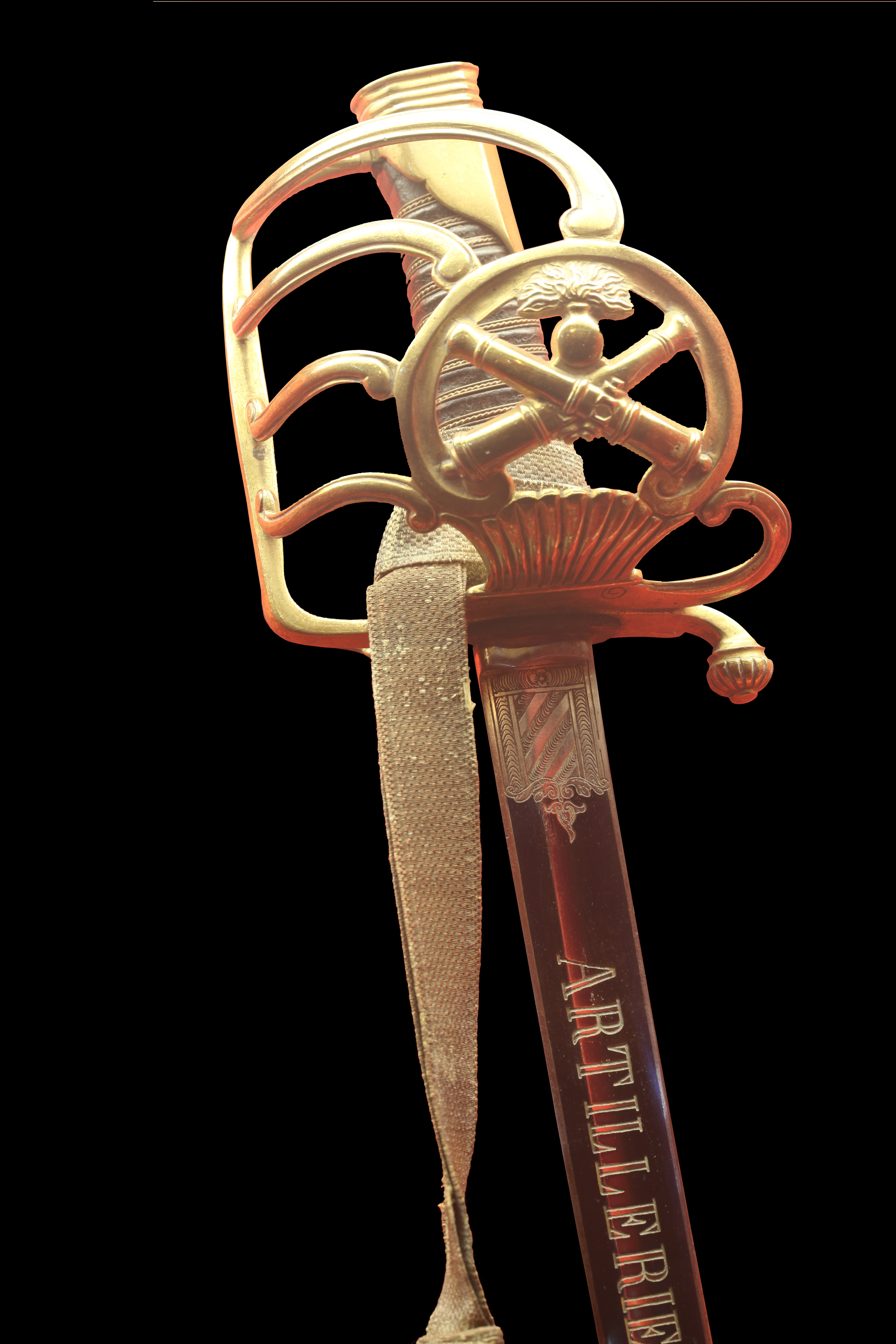
Figure 7 : sabre de l'artillerie à cheval de la Garde impériale exposé au musée d'art et d'histoire de Neuchâtel.
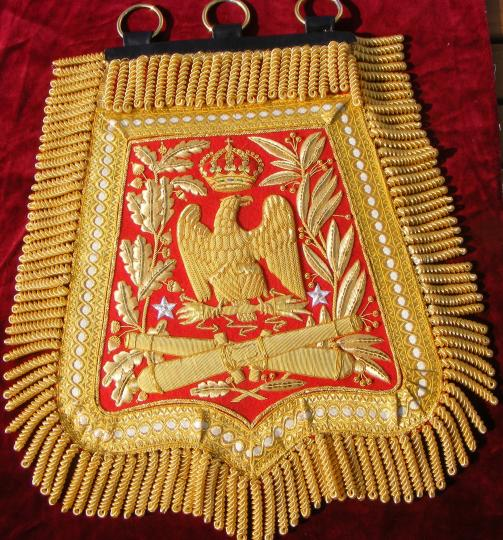
Figure 8 : sabretache du général Desvaux de Saint-Maurice.

### Chevaux et harnachement
La selle est composée d'une chabraque blanche et rouge, avec portemanteau bleu à galons rouges mais d'autres peintres ou illustrateurs militaires du XIXe siècle, comme Édouard Detaille ou Hippolyte Bellangé, représentent les chevaux recouverts d'une housse ou manteau de selle à la manière des lanciers, bleue, galonnée de rouge et ornée de l'aigle impérial, dans les pointes couvrant l'arrière-train (voir figure 1). Les officiers s'équipaient de chabraques « de fantaisie » en peau de panthère agrémentée d'un galon jaune bordé de rouge et festonnée de rouge, de bleu ou d'or (voir figures 2 et 4). Harnachement, étrivières et rênes sont de cuir noir pour la troupe, cloutés ou rehaussés de pièces de cuivre doré pour les officiers.

## Chefs de corps

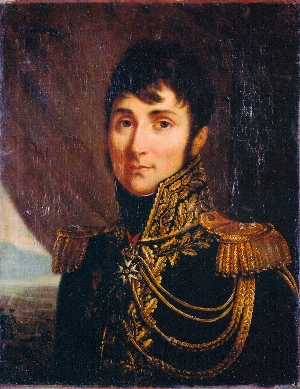
Jean-Jacques Desvaux de Saint-Maurice (1775-1815), dernier commandant de l'artillerie de la Garde impériale, tué à la bataille de Waterloo. Huile sur toile du XIXe siècle.

Louis Doguereau est nommé major à la création du régiment en 1806. Le 13 septembre 1808, Augustin Marie d'Aboville devient major de l'artillerie à cheval de la Garde. Il se fait remarquer à la bataille de Wagram où son bras droit est emporté par un boulet. En récompense, il est promu général de brigade le 9 juillet 1809, fait baron de l'Empire et nommé commandant de l'école d'artillerie de La Fère. Six jours plus tard, Jean-Jacques Desvaux de Saint-Maurice est nommé major du régiment. Le 6 novembre 1813, Charles Pierre Lubin Griois devient major du régiment, fonction qu'il occupe jusqu'à la dissolution de l'artillerie de la Garde le 12 mai 1814.
Pendant les Cent-Jours, Jean-Baptiste Duchand de Sancey est nommé colonel-général du régiment et Desvaux de Saint-Maurice à la tête de toute l'artillerie de la Garde. Lors de la bataille de Waterloo, le premier se précipite à portée de fusil avec six canons sur un carré écossais, si bien que Napoléon déclare : « Ne dirait-on pas que Duchand déserte ? ». Le second est atteint par un boulet pendant la bataille et meurt sur le coup.

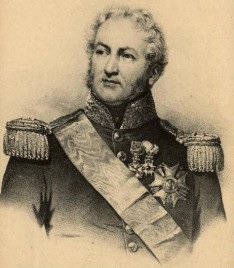
Louis Doguereau (1777-1856)
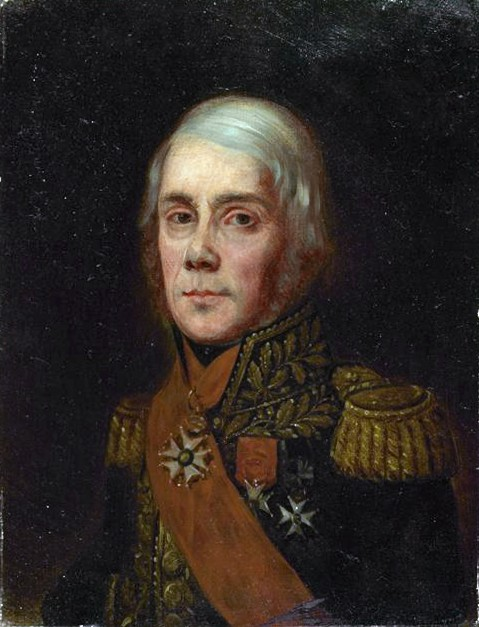
Augustin Marie d'Aboville (1776-1843), huile sur toile du XIXe siècle.
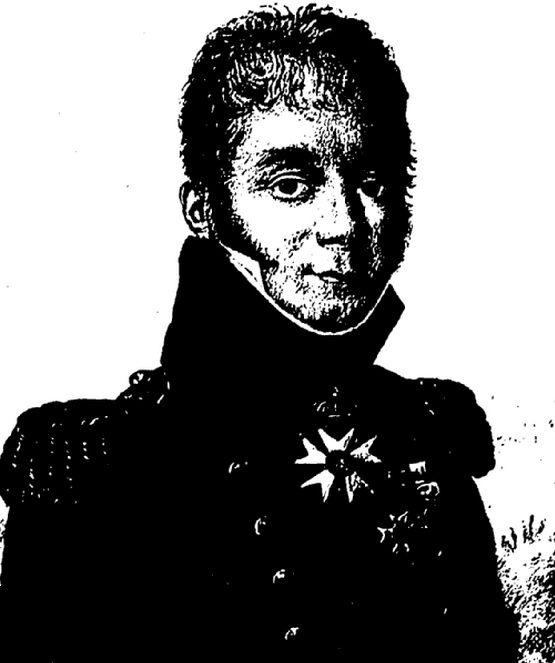
Charles Pierre Lubin Griois (1772-1839)